# Курт, Синан (1996)
Синан Курт (нем. Sinan Kurt; род. 23 июля 1996, Мёнхенгладбах, Северный Рейн-Вестфалия) — немецкий и турецкий футболист, полузащитник.

## Клубная карьера
Курт начал карьеру в 2007 году в составе юношеской команды мёнхенгладбахской «Боруссии». До 2014 года Курт играл за различные юношеские и молодёжные команды «Боруссии».
В конце августа 2014 года «Бавария» решила подписать контракт с Куртом, но официальные лица «Боруссии» отказались разрешить игроку уйти до истечения срока его контракта в 2016 году. Однако немецкая футбольная лига постановила, что, поскольку контракт был подписан, когда Курт был несовершеннолетним (16 лет) то он не был принят с юридической точки зрения и таким образом 31 августа 2014 года Курт подписал контракт с «Баварией». 25 апреля 2015 года Курт дебютировал в Бундеслиге, выйдя на замену в матче против «Герты».
В январе 2016 года Курт перешёл в «Герту».

## Достижения
- Чемпион Германии: 2014/15